# Tigist Moreda
Tigist Moreda (* 1968) ist eine ehemalige äthiopische Leichtathletin, die sich auf den Langstreckenlauf spezialisiert hat. Sie gewann drei Medaillen bei Afrikameisterschaften sowie eine Bronzemedaille bei Afrikaspielen.

## Sportliche Laufbahn
Erste Erfahrungen bei internationalen Meisterschaften sammelte Tigist Moreda vermutlich bei den Crosslauf-Weltmeisterschaften 1986 in Neuenburg NE, bei denen sie in 15:59,8 min den 59. Platz über die Langdistanz belegte. Im Jahr darauf wurde sie bei den Crosslauf-Weltmeisterschaften in Warschau in 18:01 min 55. im Einzelrennen und im November platzierte sie sich bei den Women's World Road Championships in Monaco nach 56:19 min auf dem 85. Platz über 15 km. 1988 gewann sie bei den Afrikameisterschaften in Annaba in 9:15,92 min die Bronzemedaille im 3000-Meter-Lauf hinter der Marokkanerin Fatima Aouam und Josiane Boullé aus Mauritius. Bei den Crosslauf-Weltmeisterschaften 1989 in Stavanger lief sie nach 24:10 min auf dem 49. Platz durchs Ziel und bei den Afrikameisterschaften in Lagos gewann sie in 34:05,58 min die Silbermedaille im 10.000-Meter-Lauf hinter der Kenianerin Jane Ngotho. Im Jahr darauf wurde sie bei den Crosslauf-Weltmeisterschaften in Aix-les-Bains in 20:39 min 66. und im Oktober gewann sie bei den Afrikameisterschaften in Kairo in 34:24,67 min die Bronzemedaille über 10.000 Meter hinter ihrer Landsfrau Derartu Tulu und Jane Ngotho aus Kenia. Anschließend gelangte sie bei den Women's World Road Championships in Dublin nach 51:50 min auf den 15. Platz über 15 km. Bei den Crosslauf-Weltmeisterschaften 1991 in Antwerpen erreichte sie nach 21:20 min Rang 20 und im September gewann sie bei den Afrikaspielen in Kairo in 33:59,76 min die Bronzemedaille über 10.000 Meter hinter ihrer Landsfrau Derartu Tulu und Lydia Cheromei aus Kenia. Anschließend wurde sie bei den Women's World Road Championships in Nieuwegein in 51:32 min 39. über 15 km. Im Jahr darauf kam sie bei den Crosslauf-Weltmeisterschaften in Boston nicht ins Ziel und nahm im Sommer über 10.000 Meter an den Olympischen Sommerspielen in Barcelona teil. Dort erreichte sie das Finale und klassierte sich mit 34:05,56 min auf dem 18. Platz. Daraufhin trat sie nicht mehr international in Erscheinung.

## Persönliche Bestleistungen
- 3000 Meter: 9:15,92 min, 31. August 1988 in Annaba
- 10.000 Meter: 31:49,71 min, 30. Juni 1992 in Helsinki